# Haldensteinhöhle
Die Haldensteinhöhle (früher „Urspringer Höhle“) ist eine am westlichen Ortsrand von Urspring in Baden-Württemberg gelegene, teilweise eingestürzte Kluftfugenhöhle.

## Geographische Lage
Die Höhle liegt im Fuß eines als Haldensteinfels bekannten Weißjura-Felsens am westlichen Hang über Urspring, etwa 20 m über und rund 90 Meter südwestlich des Lonequelltopfs. Die beiden Höhleneingänge befinden sich auf 570 m ü. NHN.

## Topographie
Der Eingangsbereich mit einer 6,5 auf 4 m messenden Grundfläche ist, seit dem Einsturz der Höhlendecke im späten Mittelalter, nur noch von aufragenden, ausgebauchten Felswänden begrenzt. Von Norden ist der Zugang ebenerdig über eine Kluft angelegt, ihm gegenüber erfolgt der Einstieg über Stufen und eine Stützmauer durch einen großen Felsausbruch. Im Boden des hufeisenförmigen Eingangskessels befindet sich ein mit Lehm verfüllter Höhlenschacht, der wahrscheinlich eine Verbindung zum Lonequelletopf darstellt. Man geht davon aus, dass die Lone ursprünglich dem Haldensteinfels entsprang und der Quellaustritt mit zunehmender Verkarstung bis auf das heutige Niveau absank.
Zum Felsmassiv hin sind zwei Höhlengänge ausgebildet, die durch ihre hohe, schmale Form mit glatten Wänden und vereinzelten Auskolkungen die Haldensteinhöhle als typische Klufthöhle auszeichnen. Der rechte Gang ist 4 m lang und zugänglich, der linke Hauptgang ist durch ein Gitter verschlossen. Er steigt zunächst über eine Länge von 6 m steil an und mündet in einen runden Schachtkessel, der sich auf einer Länge von 2 m absenkt. Über einen senkrechten Schlupf gelangt man in einen 9 m langen hangwärtigen Gang, der an seinem Ende mit Lehm verfüllt ist. Folgt man durch den Schachtkessel weiter dem Hauptgang, gelangt man über eine quer angelegte Kluft nach links in eine S-förmige Biegung, die in einen weiteren Höhlenraum führt.
Zwischen 1977 und 1979 wurde die Haldensteinhöhle von Mitgliedern der Höhlenforschungsgruppe Kirchheim vermessen und kartiert, die Länge der Höhlengänge ist mit 68 m angegeben, die Höhendifferenz beträgt ± 9 m.

## Forschungsgeschichte

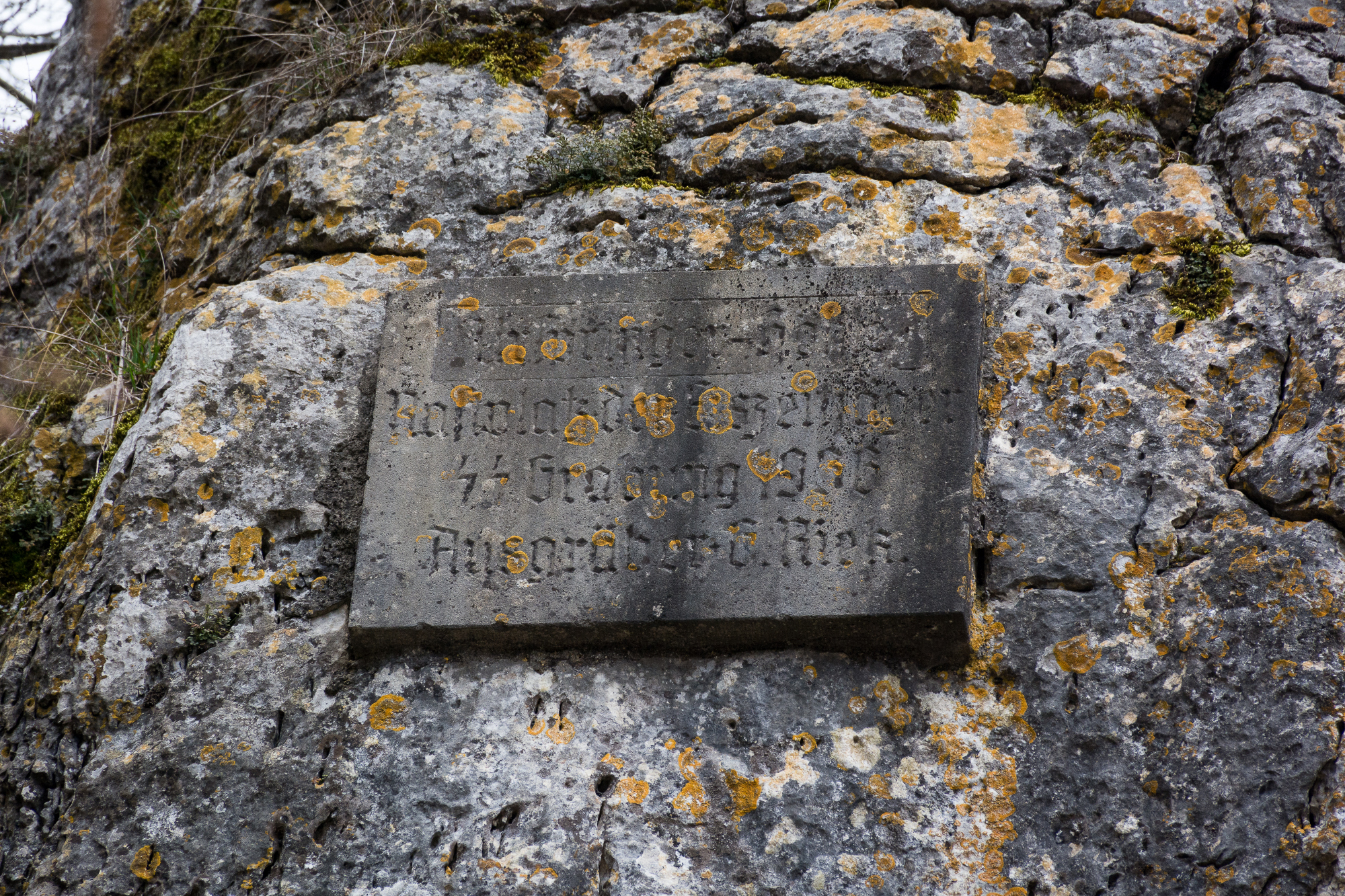
Am Fels über dem Höhleneingang angebrachte Steintafel mit der Inschrift:Urspringer Höhle
Rastplatz der Eiszeitjäger
SS Grabung 1936
Ausgräber G. Riek

In einer der ersten „SS-Grabungen“, die in der Zeit des Nationalsozialismus von der Forschungsgemeinschaft Deutsches Ahnenerbe durchgeführt wurden, wurde die Haldensteinhöhle im Sommer 1936 unter der Leitung von Gustav Riek ausgegraben.
Das geringe archäologische Inventar und fehlende Feuerindikatoren lassen darauf schließen, dass die Haldensteinhöhle aufgrund ihrer geringen Größe nur selten und für kurze Zeit besiedelt war. Riek vermutete die Hauptsiedlungszone im Bereich des Höhlenvorplatzes, der bereits 1865 beim Errichten einer Stützmauer am Südeingang der Höhle abgetragen worden war. Er dokumentierte in der bis zu 7,5 m starken Höhlenverfüllung zehn Straten, die vom Spätmittelalter über mehrere fundleere Schichten bis in das späte Jung- und Mittelpaläolithikum datierten.
Der magdalénienzeitliche Horizont VI enthielt nur wenige Klingen aus Jaspis sowie eine menschliche Speiche und Kniescheibe. An Faunaresten konnten Wollnashorn, Ren sowie Rot- und Damhirsch nachgewiesen werden.

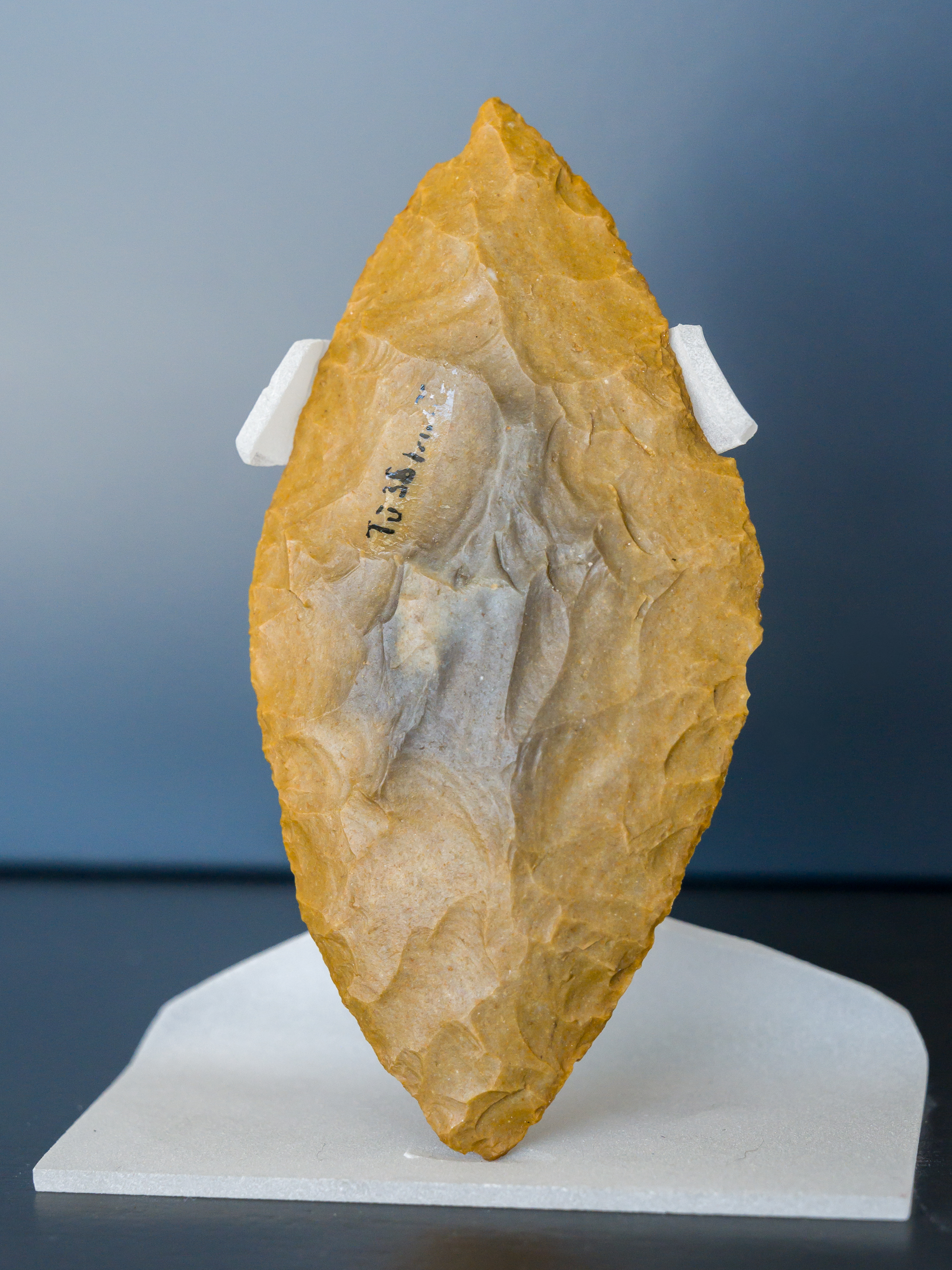
Die kleinere der beiden Blattspitzen aus Schicht VIII

Die beiden in Horizont VIII gefundenen und äußerst sorgfältig ausgearbeiteten Blattspitzen aus Bohnerzjaspis stellen eine Besonderheit dar, da sie als die bislang südwestlichsten Nachweise der Blattspitzen-Gruppe gelten. Aus derselben Schicht stammt eine große, rund 13 cm lange Klinge. Neben Wollhaarmammut, Wollnashorn, Pferd, Ren und Höhlenbär fanden sich hier auch Knochen von Fleischfressern wie Höhlenhyäne und Wolf. 
| Schicht | Dicke in cm | Beschreibung                                                                         | Funde | Zeitstellung        |
| ------- | ----------- | ------------------------------------------------------------------------------------ | --- | ------------------- |
| I       | 385         | Große Weißjurablöcke der eingestürzten Höhlendecke                                   | – | Spätmittelalter     |
| II      | 30          | Steiniger, humoser Boden                                                             | Nicht näher definierte Einschlüsse                                                                                    | Spätmittelalter     |
| III     | 45          | Humoser Boden mit wenigen Kalksteinsplittern                                         | – | –                   |
| IV      | 12          | Verbraunungsschicht (degradierter humoser Boden)                                     | – | –                   |
| V       | 15          | Mittelgroßer bis großer Kalkschutt, teilweise Lehm                                   | – | –                   |
| VI      | 55          | Vertikal aufgelockerte Fundstreuung                                                  | Wenige Klingen, eine menschliche Speiche und Kniescheibe, Reste von Wollnashorn, Ren, Rothirsch, Damhirsch            | Magdalénien         |
| VII     | 7           | Mittelgroßer bis großer Kalkschutt, teilweise Lehm                                   | – | –                   |
| VIII    | 23          | Fein gesplitterter Kalkschutt mit lössreicher Verfüllung                             | Zwei Blattspitzen, eine große Klinge, Reste von Wollhaarmammut, Wollnashorn, Pferd, Ren, Höhlenbär, Höhlenhyäne, Wolf | Blattspitzen-Gruppe |
| IX      | 12          | Braunschwarze, linsenförmigen Ablagerungen mit wenig Kalkschutt                      | Zwei atypische Steinartefakte, ein Knochenpfriem, zahlreiche Reste von Kröten und Fröschen                            | –                   |
| X       | 165         | Zumeist ockergelber, rotschlieriger Lehm in enger Spalte, nicht vollständig ergraben | – | –                   |